# ブトリント
ブトリント（アルバニア語: Butrint / Butrinti）は、アルバニア南部のサランダ県にある都市遺跡。かつてはギリシャ語でブトロトン（Βουθρωτόν）、ラテン語でブトロトゥム（Buthrotum）と呼ばれた。

## 歴史
ブトリントは古代ローマの詩人、ヴェルギリウス作の叙事詩『アエネイス』に登場する。それによれば建設者はトロイアの王プリアモスの息子、ヘレノスであり、彼はトロイアの陥落後この地へ逃れてきたという。
この物語がどこまで事実に基づくものかは定かではないが、学術的な調査によってこの地には少なくとも紀元前8世紀には人の定住があったことがわかっている。海峡に接する要地であったこともあり、対岸のケルキラ（コルフ）とともに海上交易によって発展、紀元前4世紀までには防壁を持った都市としての形を成すまでになり、劇場やアゴラ、アスクレーピオスの神殿なども造られた。
ギリシャ方面に領域を拡大しつつあったローマは、紀元前167年にこの地を支配下に置き、ギリシャ侵攻の基地とした。のちローマ皇帝アウグストゥスはここに植民地を建設し、この時期にローマ式浴場やニンファエウム（ニンフを祀る泉）が造られた。しかしその後は徐々に衰退していった。
6世紀になるとブトリントにはキリスト教の洗礼所や聖堂が造られた。この洗礼所は当時最大級のものであった。この頃には東ローマ帝国の領土であったが、7世紀に第一次ブルガリア帝国が興るとその支配を受けた。9世紀には再び東ローマ帝国に取り戻されている。
帝国は1204年の第4回十字軍の攻撃によって分解し、亡命政権のひとつエピロス専制侯国の一部となった。その後何世紀もの間、東ローマ帝国、南イタリアのアンジュー朝、およびヴェネツィア共和国の対立の地となり、その領有者は次々と変わっていった。
1797年、カンポ・フォルミオ条約に基づきヴェネツィアからナポレオンにこの地域が割譲されてフランスの支配下に入ったが、1799年、オスマン帝国の地方総督テペデレンリ・アリー・パシャが征服した。1912年にアルバニアは独立したが、その頃にはすでにブトリントにはわずかな居住者しかおらず、遺跡は沼地に埋もれて植物の生い茂るままの状態となっていた。
ベニート・ムッソリーニの命によって1926年、この古代の叙事詩ゆかりの地において最初の学術的な発掘調査が行われた。1948年からはアルバニア政府が法的に保護した。1992年にはユネスコの世界遺産に登録された。
また、人の住まぬ土地になったこともあって周辺には豊かな自然環境が保たれており、シロハラチュウシャクシギ、アカウミガメ、オサガメ、チチュウカイモンクアザラシなどが生息している。2003年より構造湖のラグーンのブトリント湖を含む一帯はラムサール条約登録地になっている。

## 観光

### 主な遺構（有料区画内）

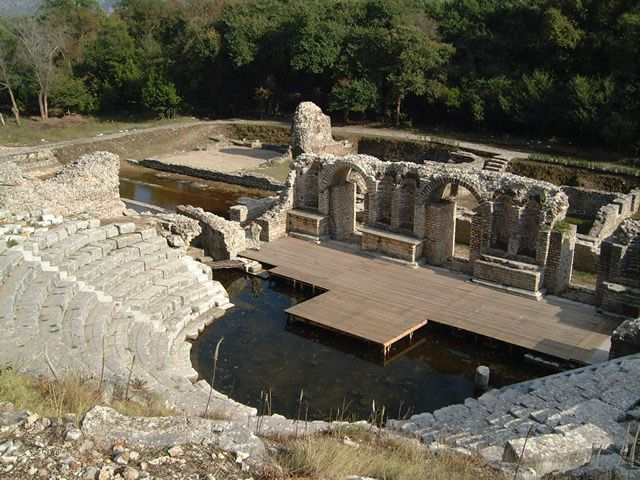
ギリシア、ローマ劇場
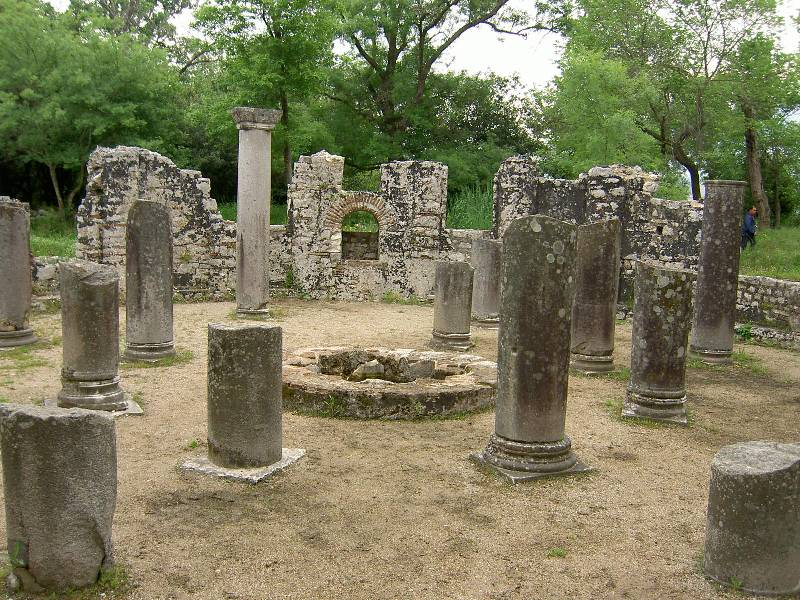
洗礼堂
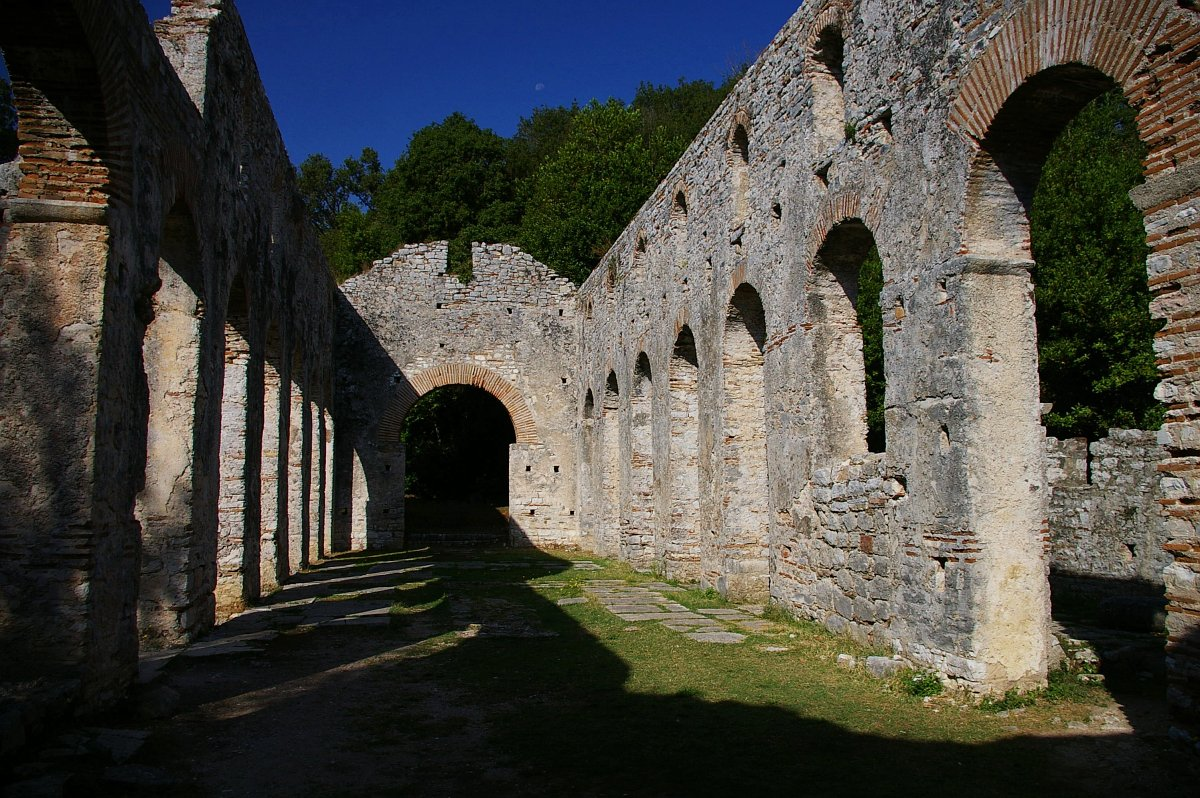
大聖堂

- アゴラ
- ローマ時代の屋内競技場か一般住居跡
- ローマ時代の住居跡
- 6世紀頃の洗礼堂跡
- 大聖堂跡
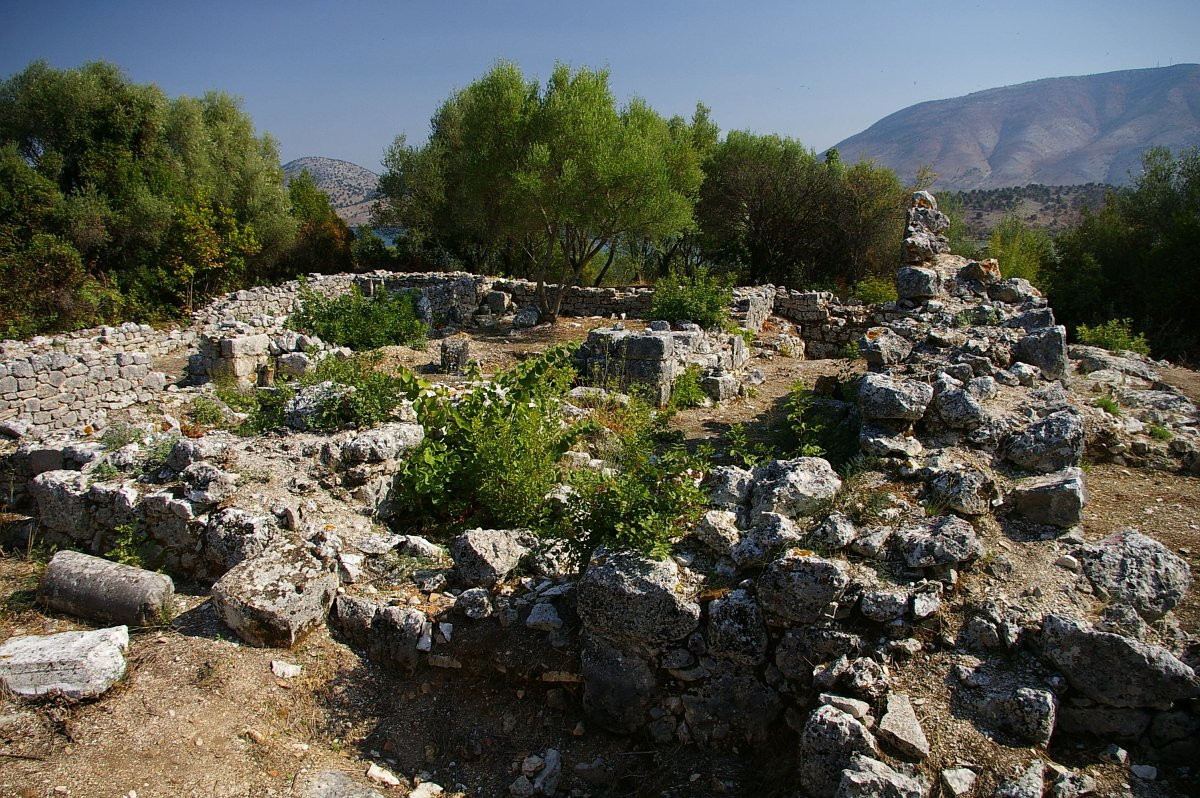
アクロポリス

- ギリシア、ローマ劇場
- 洗礼堂
- 大聖堂
- アクロポリス

### 主な観光施設
- 博物館（アクロポリスにある建物）

### 主な遺構（有料区画外）
有料区画から水路を挟んだ南側の平原に、ローマ水道跡やローマ時代の遺構が点在している。

### 交通手段
サランダより路線バス（1日6本程度運行、所要時間約1時間）

### その他
遺跡のアクロポリスからは、ギリシアのケルキラ島（コルフ島）や、平原の南側にギリシアとの国境線付近が間近に見えるが、直接それらの場所からブトリントへの交通手段は存在しない。基本的にはサランダを経由して来ることになる。

## 世界遺産
1992年に登録。1997年にアルバニアがネズミ講の破綻をきっかけとした国内動乱に見舞われたことにより危機遺産に指定されたが2005年に解除。また、2度にわたって登録区域の拡大が行われている。

### 登録基準
この世界遺産は世界遺産登録基準のうち、以下の条件を満たし、登録された（以下の基準は世界遺産センター公表の登録基準からの翻訳、引用である）。
- (3) 現存するまたは消滅した文化的伝統または文明の、唯一のまたは少なくとも稀な証拠。